# Sabin Merino
Sabin Merino Zuloaga vagy Sabin Merino (Urduliz, 1992. január 4. –) spanyol labdarúgó, jelenleg a Leganés játékosa.

## Pályafutása

### Klubcsapatban
2011 nyarán került a CD Baskonia csapatához. 2013. június 21-én lett a Bilbao Athletic keretének tagja. A 2014–15-ös szezonban 18 gólt ért el a másodosztályban. 2015. augusztus 6-án Javier Eraso cseréjeként debütált az első csapatban az Európa-liga selejtező 3. körében az İnter Bakı ellen. Két héttel később az MŠK Žilina ellen első gólját is megszerezte a 3–2-re elvesztett Európa-liga mérkőzésen. Szeptember 23-án a Real Madrid ellen első bajnoki gólját szerezte meg.

### A válogatottban
2016-ban két alkalommal pályára lépett a baszk labdarúgó-válogatottban.

## Statisztika
2018. február 28-i állapotnak megfelelően.
| Klub             | Szezon           | Bajnokság        | Bajnokság | Bajnokság | Kupa  | Kupa | Európa | Európa | Egyéb | Egyéb | Összesen | Összesen |
| Klub             | Szezon           | Osztály          | Meccs     | Gól       | Meccs | Gól  | Meccs  | Gól    | Meccs | Gól   | Meccs    | Gól      |
| ---------------- | ---------------- | ---------------- | --------- | --------- | ----- | ---- | ------ | ------ | ----- | ----- | -------- | -------- |
| Athletic Bilbao  | 2015–16          | La Liga          | 22        | 5         | 4     | 0    | 11     | 2      | 1     | 0     | 38       | 7        |
| Athletic Bilbao  | 2016–17          | La Liga          | 13        | 1         | 1     | 0    | 5      | 0      | —     | —     | 19       | 1        |
| Athletic Bilbao  | 2017–18          | La Liga          | 9         | 0         | 2     | 0    | 3      | 0      | —     | —     | 14       | 0        |
| Összesen         | Összesen         | Összesen         | 44        | 6         | 7     | 0    | 19     | 2      | 1     | 0     | 71       | 8        |
| Karrier összesen | Karrier összesen | Karrier összesen | 44        | 6         | 7     | 0    | 19     | 2      | 1     | 0     | 71       | 8        |

## Sikerei, díjai
- Athletic Bilbao
  - Spanyol szuperkupa: 2015